# Bathytoma luehdorfi
Bathytoma luehdorfi is een slakkensoort uit de familie van de Borsoniidae. De wetenschappelijke naam van de soort is voor het eerst geldig gepubliceerd in 1872 door Lischke.